# Pangraptins
Els pangraptins (Pangraptinae) són una subfamília de lepidòpters ditrisis de la família dels erèbids (Erebidae).

## Taxonomia
L'anàlisi filogenètic només dona suport dèbil a la subfamília com un clade, però determina que el clade que conté els aganaïns, Herminiinae i Arctiinae estan més estretament relacionats. Pangraptinae haurà de ser revisada de manera significativa després d'un nou estudi.

## Gèneres
- Episparis
- Gracilodes
- Hyposemansis
- Ledaea
- Masca
- Pangrapta